# Oemus Media
Die OEMUS MEDIA AG  (Eigenschreibweise OEMUS MEDIA AG), Leipzig, hat sich seit 1994 im D-A-CH-Raum als einer der führenden Fachverlage der Zahnmedizin und Zahntechnik etabliert. Das Printportfolio umfasst über 30 dentale Fachtitel für Spezialisten und Generalisten, zudem Jahrbücher für verschiedene Fachbereiche sowie Magazine für jüngere Zielgruppen wie Studierende sowie Zahnärztinnen und Zahnärzte in der Niederlassungsphase, aber auch für das gesamte Praxisteam.

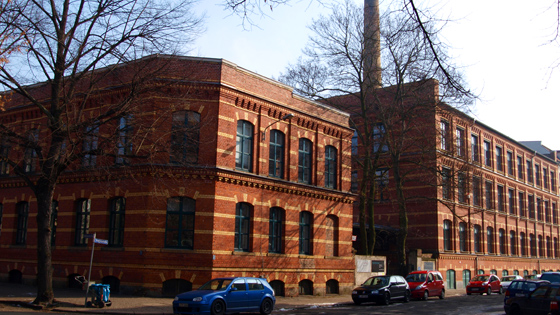
Der Firmensitz in Leipzig

Neben den Fachzeitschriften ist das Verlagshaus auch einer der größten Kongress- und Seminaranbieter innerhalb der hiesigen Dentalbranche und betreibt seit 2008 mit www.zwp-online.info eines der erfolgreichsten Nachrichten- und Informationsportale für den deutschsprachigen Dentalmarkt.  Den allgemeinen Trend in der digitalen Fortbildung mit der ZWP online CME-Community prägend, gründete die OEMUS MEDIA AG 2021 die eigenständige E-Learning-Plattform ZWP Study Club mit mehr als 32.500 Mitgliedern.

## Publikationen
Die zwei auflagenstärksten Publikationen sind die seit 1995 erscheinende ZWP Zahnarzt Wirtschaft Praxis als Wirtschaftsmagazin für den Zahnarzt und die seit 1999 erscheinende Dentalzeitung, das Fachhandelsorgan des Bundesverbandes Dentalhandel e. V. Die ZWP Zahnarzt Wirtschaft Praxis deckt mit 12 Ausgaben jährlich das gesamte Spektrum der zahnärztlichen Praxisführung ab. Jede Ausgabe ZWP Zahnarzt Wirtschaft Praxis enthält daneben ein Supplement ZWP spezial mit Anwenderberichten und Fachartikeln zu einem aktuellen Schwerpunktthema.
Im Rahmen großer Veranstaltungen und Messen, wie beispielsweise der zweijährlich stattfindenden Internationalen Dental-Schau IDS, erscheint zudem die zweisprachige Tageszeitung today. Die Dentalzeitung erscheint viermal jährlich und dient als überregionale Informationsquelle des deutschen Dentalfachhandels über den Markt sowie als Ratgeber für Produktentscheidungen.
Weiterhin gehört auch die seit 2005 vierteljährlich erscheinende dentalfresh zu den Verlagsprodukten der Oemus Media AG. Es richtet sich mit vier jährlichen Ausgaben an junge Zahnmediziner und Zahnmedizinstudenten und fasst für die Zielgruppe relevante Themen zusammen. Diese sind Famulaturberichte, Vorstellungen von Universitäten, Neuigkeiten aus Forschung und Technik, ebenso betriebswirtschaftliche, rechtliche und andere Themen, die zum Einstieg in das zahnmedizinische Berufsleben interessant sind. Außerdem bietet der Verlag Fachmagazine zu den einzelnen zahnmedizinischen Teilgebieten. Beiträge aus der Praxis sowie anwenderorientierte Fallberichte, Studien, Marktübersichten und komprimierte Produktinformationen bieten dem Leser ein regelmäßiges medizinisches Update. Zu den Publikationen zählen das Implantologie Journal (zehn Erscheinungen pro Jahr), das Prophylaxe Journal(sechs Erscheinungen pro Jahr), das Aligner Journal, das Oralchirurgie Journal und das Endodontie Journal, die jeweils viermal jährlich erscheinen. 2021 erfuhr die komplette Journalreihe einen umfassenden Relaunch. Neben einer durchgängigen Überarbeitung des Layouts und der Erweiterung des Themenspektrums der einzelnen Ausgaben betreffen die Veränderungen beim Dentalhygiene Journal zusätzlich auch den Titel, so dass die Zeitschrift ab 2015 als Prophylaxe Journal erscheint. Die Bandbreite des neuen Implantologie Journal – Zeitschrift für Implantologie, Parodontologie und Prothetik – reicht von Fachbeiträgen, über das Kongressgeschehen, die Bereiche Forschung und Entwicklung, die Arbeit der DGZI bis hin zu den Aktivitäten der Branche. Zudem erscheint es in erhöhter Auflage und erhöhter Frequenz (zehn Erscheinungen im Jahr).
International ist der Verlag mit den englischsprachigen Fachmagazinen implants und ceramic implants, vertreten. Das weltweit erscheinende Fachzeitschriftenformat Dental Tribune legt den Fokus auf den internationalen Know-how-Transfer sowie die Berichterstattung über aktuelle Entwicklungen in Wissenschaft und Praxis. Jahrbücher, E-Books und Kompendien zu den verschiedenen Gebieten der Zahnmedizin und zum Thema Wirtschaft komplettieren das Portfolio der Publikationen.

## Onlinemedien der Oemus Media AG
Mit ZWP online betreibt die Oemus Media AG seit 2008 eines der größten Nachrichten- und Fachportale für den deutschen Dentalmarkt mit täglich aktualisierten Informationen aus Berufspolitik, Gesundheitspolitik, Fortbildung, Wissenschaft sowie Markt und Produkten.
Die Oemus Media AG brachte als erster Verlag im Dentalmarkt ihre Zeitschriften in den App Store. Damit lassen sich die Printprodukte der Oemus Media AG auf dem Apple iPad lesen und zusätzliche digitale Inhalte nutzen.
Die Oemus Media AG verfügt ebenfalls über einen umfangreichen Onlineshop. Unter www.oemus.com stehen dem Besucher neben den einzelnen Publikationen zu den Fachgebieten auch Jahrbücher und andere Infomaterialien zur Verfügung.
| Name                                             | Erscheinungsweise            | Fachgebiet                                 | Mediadaten | Land                                                   |
| ------------------------------------------------ | ---------------------------- | ------------------------------------------ | ---------- | ------------------------------------------------------ |
| ZWP Zahnarzt Wirtschaft Praxis                   | 12 Ausgaben pro Jahr         | Zahnmedizin                                | Mediadaten | D                                                      |
| ZWP Spezial                                      | 12 Ausgaben pro Jahr         | Zahnmedizin                                | Mediadaten | D                                                      |
| ZWL Zahntechnik Wirtschaft Labor                 | 6 Ausgaben pro Jahr          | Zahntechnik                                | Mediadaten | D                                                      |
| Dental Tribune                                   | 8 Ausgaben pro Jahr          | Zahnmedizin                                | Mediadaten | D, AT, CH, NL                                          |
| Implantologie Journal                            | 10 Ausgaben pro Jahr         | Implantologie                              | Mediadaten | D, AT, CH                                              |
| Prophylaxe Journal (vorm. Dentalhygiene Journal) | 6 Ausgaben pro Jahr          | Dentalhygiene                              | Mediadaten | D, AT, CH                                              |
| Oralchirurgie Journal                            | 4 Ausgaben pro Jahr          | Oralchirurgie                              | Mediadaten | D, AT, CH                                              |
| Endodontie Journal                               | 4 Ausgaben pro Jahr          | Endodontologie                             | Mediadaten | D, AT, CH                                              |
| Dentalzeitung*                                   | 4 Ausgaben pro Jahr          | Wirtschaft                                 | Mediadaten | D                                                      |
| Dentalzeitung today                              | 2 Ausgaben pro Jahr          | Wirtschaft                                 | Mediadaten | D                                                      |
| ZT Zahntechnik Zeitung                           | 12 Ausgaben pro Jahr         | Zahntechnik                                | Mediadaten | D                                                      |
| KN Kieferorthopädie Nachrichten                  | 12 Ausgaben pro Jahr         | Kieferorthopädie                           | Mediadaten | D                                                      |
| KN Kompendium                                    | 1 Ausgabe pro Jahr           | Zahnmedizin                                | Mediadaten | D                                                      |
| Cosmetic Dentistry                               | 4 Ausgaben pro Jahr          | Ästhetische Zahnmedizin                    | Mediadaten | D, AT, CH                                              |
| implants (Englisch)                              | 4 Ausgaben pro Jahr          | Implantologie                              | Mediadaten | USA, Mittlerer Osten & Afrika, Asia Pacific und Europa |
| ceramic implants (Englisch)                      | 3 Ausgaben pro Jahr          | Implantologie                              | Mediadaten | -                                                      |
| Jahrbuch Digitale Dentale Technologien           | 1 Ausgabe pro Jahr           | Digitale Zahnmedizin                       | Mediadaten | D, AT, CH                                              |
| Jahrbuch Implantologie                           | 1 Ausgabe pro Jahr           | Implantologie                              | Mediadaten | D, AT, CH                                              |
| Jahrbuch Zahnerhaltung                           | 1 Ausgabe pro Jahr           | Zahnmedizin, Endodontologie, Dentalhygiene | Mediadaten | D, AT, CH                                              |
| dentalfresh**                                    | 4 Ausgaben pro Jahr          | Zahnmedizin                                | Mediadaten | D                                                      |
| BZB                                              | 10 Ausgaben pro Jahr         | Standespolitik                             | Mediadaten | D                                                      |
| BZB plus                                         | 10 Ausgaben pro Jahr         | Standespolitik                             | Mediadaten | D                                                      |
| DFZ Der Freie Zahnarzt                           | 10 Ausgaben pro Jahr         | Standespolitik                             | Mediadaten | D                                                      |
| BDK.info                                         | 4 Ausgaben pro Jahr          | Standespolitik                             | Mediadaten | D                                                      |
| BDIZ EDI konkret                                 | 4 Ausgaben pro Jahr          | Standespolitik                             | Mediadaten | D                                                      |
| EDI Journal                                      | 4 Ausgaben pro Jahr          | Standespolitik                             | Mediadaten | Europa                                                 |
| ZA Zahnärztliche Assistenz                       | 2 Ausgaben pro Jahr          | Zahnmedizin, Dentalhygiene                 | Mediadaten | D                                                      |
| today zur IDS                                    | Erscheinung aller zwei Jahre | Zahnmedizin                                | Mediadaten | D                                                      |
| today WID                                        | Erscheinung aller zwei Jahre | Zahnmedizin                                | Mediadaten | AT                                                     |
| today Bern                                       | Erscheinung aller zwei Jahre | Zahnmedizin                                | Mediadaten | CH                                                     |

- Kennzeichnung * Bundesverband Dentalhandel e. V. ist Herausgeber der Dentalzeitung
- Kennzeichnung ** Verbandsmagazin des Bundesverband der Zahnmedizinstudenten in Deutschland e. V.

## Veranstaltungen
Der Verlag veranstaltet bis zu 60 Seminare, Kongresse und Symposien jährlich, die insgesamt von ca. 5.000 Teilnehmern besucht werden. Die Fortbildungsveranstaltungen decken die Themenfelder Qualitätsmanagement, Dentalhygiene, Laserzahnheilkunde, Oralchirurgie, ästhetische Zahnmedizin, Parodontologie, Implantologie und digitale dentale Technologien ab. Darüber hinaus werden von der Oemus Media AG Zahnärztetage und Jahrestagungen zahnmedizinischer Fachgesellschaften veranstaltet. Einen interdisziplinären Ansatz verfolgen die Kurse und Seminare zu den Themen Veneers, Abrechnung, Hygiene, Qualitätsmanagement so wie Blutkonzentrate, Prophylaxe und Chirurgie.